# NN-161
La carretera NN‑161 es una vía departamental secundaria del municipio de Managua. Con solo 1,45 km de extensión, conecta barrios del oriente capitalino, enlazando Barrio Nuevo Amanecer con Ciudad Sandino.

## Trazado y cruces
| km   | Localidad / Punto     | Departamento | Conexión / Ruta           |
| ---- | --------------------- | ------------ | ------------------------- |
| 0,0  | Barrio Nuevo Amanecer | Managua      | NN 160                    |
| 1,45 | Ciudad Sandino        | Managua      | Fin de ruta departamental |

## Coordenadas
(No se encontraron coordenadas precisas para esta ruta.)